# Bogsta församling
Bogsta församling var en församling i Strängnäs stift och i Nyköpings kommun i Södermanlands län. Församlingen uppgick 1980 i Lästringe församling.

## Administrativ historik
Församlingen har medeltida ursprung.
Församlingen var till 1596 annexförsamling i pastoratet Ludgo och Bogsta för att därefter till 1946 vara annexförsamling i pastoratet Sättersta och Bogsta för att därefter från 1946 till 1976 vara annexförsamling i pastoratet Lästringe, Torsåker, Sättersta och Bogsta och från 1976 till 1980 annexförsamling i pastoratet Frustuna-Kattnäs, Lästringe, Torsåker, Sättersta och Bogsta. År 1980 uppgick i församlingen i Lästringe församling.

## Kyrkor
- Bogsta kyrka